# Krausenberg (Alsfeld)
Koordinaten: 50° 47′ 14″ N, 9° 19′ 38″ O
Krausenberg ist ein aus mehreren Gehöften bestehender Weiler in der Gemarkung von Hattendorf, einem heutigen Stadtteil von Alsfeld im mittelhessischen Vogelsbergkreis. Bis zum 1. Oktober 1937 war die kleine Siedlung bei Neu-Hattendorf eingemeindet; mit dem dann erfolgten Zusammenschluss der zuvor selbständigen Gemeinden Alt-Hattendorf und Neu-Hattendorf zur Gemeinde Hattendorf erfolgte die Eingemeindung nach Hattendorf.
Die Gehöftgruppe liegt etwa 6 km nordöstlich von Alsfeld auf 284 m ü. NHN über dem Nordostufer der Berfa auf der Mittelterrasse des Berftals zwischen Hattendorf im Nordwesten und Elbenrod im Südosten. Sie ist über eine Gemeindestraße von der auf der anderen Seite der Berfa verlaufenden Landesstraße L 3295 zu erreichen.
Der Ort wurde 1527 als Hof mit der Bezeichnung „vom Krausenberge“ erstmals urkundlich erwähnt. 1577 und 1677 wurden dort jeweils drei Hausgesesse gemeldet, 1747 waren es vier. 1885 schließlich zählte man 22 Einwohner in vier Wohnhäusern.